# Kevin Rolland
Pour les articles homonymes, voir Rolland.
Kevin Rolland, né le 10 août 1989 à Bourg-Saint-Maurice (Savoie) est un skieur freestyle et acrobatique français s'illustrant en halfpipe, licencié au club de La Plagne. Médaillé de bronze lors de la première compétition olympique de half pipe à ski à Sotchi en 2014, il est également champion du monde 2009 dans la même discipline, trois fois vainqueur en « Superpipe » des X Games à Aspen (2010, 2011 et 2016) et deux fois des X Games Europe à Tignes (2010, 2011). Il est, en compagnie de Tessa Worley, élu porte-drapeau de l'équipe de France olympique pour les Jeux d'hiver de Pékin 2022.

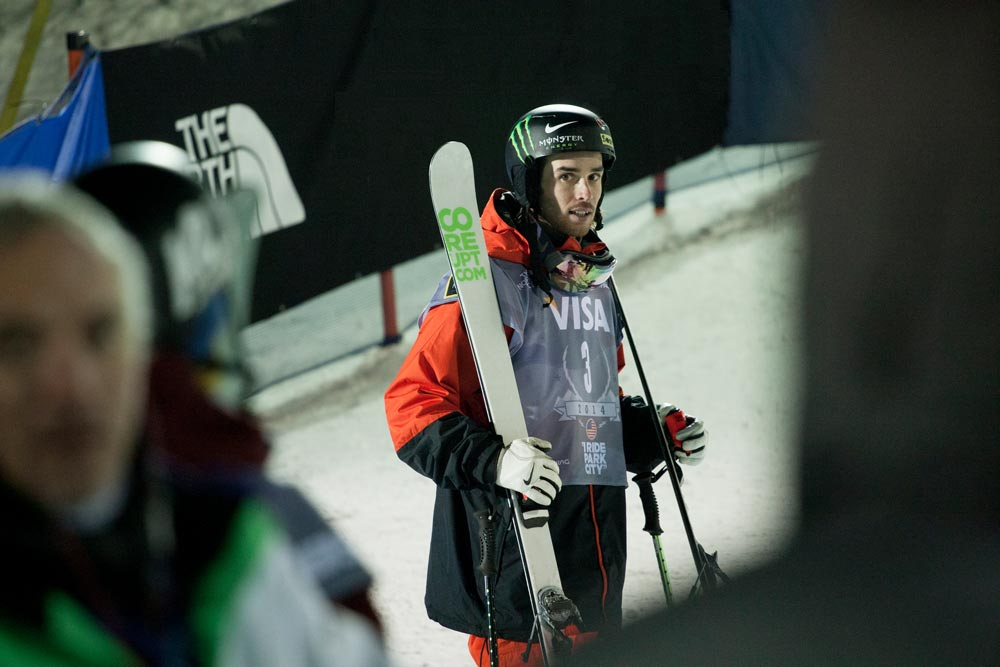
Kevin Rolland en attendant les résultats : il remportera la finale du Grand Prix de Park City.

## Carrière
Au cours de sa carrière, il a notamment remporté le titre de champion du monde en 2009 de half-pipe (accompagné de Xavier Bertoni deuxième). Il a également disputé la Coupe du monde où il compte six podiums dont trois victoires, à Park City le 31 janvier 2009 devant son compatriote Xavier Bertoni et le 19 mars 2009 à La Plagne, ces deux succès lui ont permis de remporter le petit globe de cristal de la discipline du half-pipe 2009 et obtient une troisième victoire le 20 mars 2011 une nouvelle fois à La Plagne. Auparavant en junior, il fut champion du monde de half-pipe à Airolo en 2007. Il participe également à de nombreux contests hors circuit-FIS tels que « Tignes Airwaves » (il participe au big air et half-pipe). Enfin il a pris part aux Winter X Games en 2008 dans l'épreuve du superpipe où il se blessa pendant les échauffements alors qu'il avait terminé 3e des qualifications avant les finales, puis ceux de 2009 en compagnie de Xavier Bertoni, c'est ce dernier qui les remporte, Rolland terminant à la 8e place.
Le 31 janvier 2010, il gagne les Winter X Games à Aspen avec un score de 95. Il obtient ce score grâce aux trois doubles rotations qu'il a placées dans son run dont un double 1260, figure qu'il était le seul à passer, jusque peu. Le 10 mars 2010, il remporte les premiers Winter X Games Europe à Tignes avec 95,660 points devant Xavier Bertoni.
Il remporte de nouveau les X-Games, le 29 janvier 2011 à Aspen, avec un score de 93,66. Grâce à un dernier run de haut niveau, le skieur de La Plagne devance les deux américains Torin Yater-Wallace, prodige de 15 ans, et Simon Dumont. 
Le 16 mars 2011, il remporte les Winter X Games Europe à Tignes avec un score de 93,00 (obtenu lors du premier run). 
La saison suivante est une année difficile pour lui, n'ayant pas pu participer aux Winter X Games de Tignes à cause d'une rupture des ligaments croisés.
Le mardi 18 février 2014, il obtient la médaille de Bronze aux Jeux olympiques de Sotchi avec un score de 88,60.
Il est décoré de l'ordre national du Mérite le 15 juin 2014 au palais de l'Élysée.
Il remporte les Winter X Games à Aspen le 29 janvier 2016.
Le 2 mai 2019, Kevin Rolland est admis au CHU de Grenoble après une chute survenue à La Plagne. La chute s'est produite lors d'une tentative de record du monde de quaterpipe. Elle a occasionné de multiples fractures, notamment au bassin et aux côtes, qui ont perforé ses poumons, et un traumatisme crânien avec hémorragie. Après 3 jours, il sort du coma. Alors qu'on lui dit qu'il ne pourra plus skier, il réussit miraculeusement à remonter sur des skis et poursuit sa carrière.
Le 26 janvier 2022, il est choisi — avec Tessa Worley — comme porte-drapeau français lors de la cérémonie d'ouverture des Jeux olympiques d'hiver de 2022.

## Vie privée
Kevin Rolland est le cousin de la skieuse freestyle française Tess Ledeux.

## Palmarès

### Jeux olympiques
| Épreuve / Édition   | Halfpipe |
| JO 2014 Sotchi      | Bronze   |
| JO 2018 Pyeongchang | 11e      |

### Championnats du monde
| Épreuve / Édition           | Halfpipe |
| Mondiaux Junior 2007 Airolo | Or       |

| Épreuve / Édition           | Halfpipe |
| Mondiaux 2009 Inawashiro    | Or       |
| Mondiaux 2011 Deer Valley   | Argent   |
| Mondiaux 2013 Oslo-Tryvann  | 7e       |
| Mondiaux 2017 Sierra Nevada | Bronze   |
| Mondiaux 2019 Park City     | Argent   |
| Mondiaux 2021 Aspen         | 8e       |

### Coupe du monde

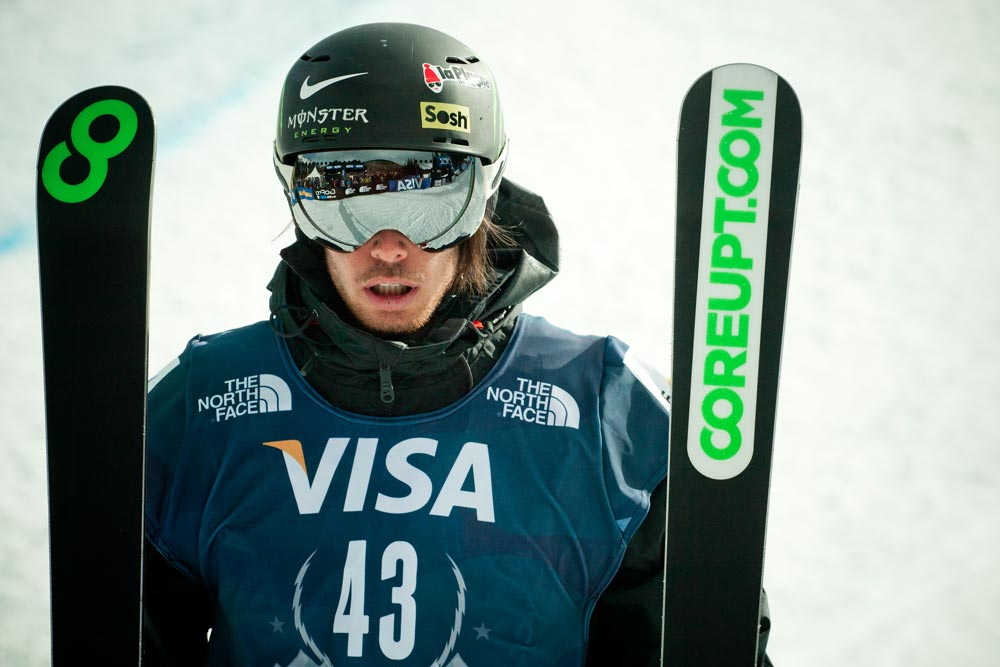
A Copper Mountain, le français termine 2e lors de la 1re manche de la Coupe du Monde 2013-2014.

- Meilleur classement général : 2e en 2016.
- 3 petits globes de cristal :
  - Vainqueur du classement half-pipe en 2009, 2016 et 2017.
- 15 podiums dont 6 victoires.

#### Différents classements en Coupe du monde
| Année/Classement | Général | Général | Halfpipe | Halfpipe |
| ---------------- | ------- | ------- | -------- | -------- |
| Année/Classement | Class.  | Points  | Class.   | Points   |
| 2005-2006        | 70e     | 12      | 7e       | 62       |
| 2006-2007        | 115e    | 4       | 13e      | 20       |
| 2007-2008        | 54e     | 16      | 10e      | 80       |
| 2008-2009        | 6e      | 52      | 1er      | 260      |
| 2009-2010        | N/A     | N/A     | N/A      | N/A      |
| 2010-2011        | 31e     | 26      | 5e       | 132      |
| 2011-2012        | N/A     | N/A     | N/A      | N/A      |
| 2012-2013        | 51e     | 22      | 13e      | 110      |
| 2013-2014        | 32e     | 28      | 4e       | 140      |
| 2014-2015        | 15e     | 35      | 3e       | 175      |
| 2015-2016        | 2e      | 59,20   | 1er      | 296      |
| 2016-2017        | 8e      | 47,80   | 1er      | 239      |
| 2017-2018        | 50e     | 23      | 8e       | 138      |
| 2018-2019        | 185e    | 03,60   | 35e      | 18       |
| 2019-2020        | N/A     | N/A     | N/A      | N/A      |
| 2020-2021        | N/A     | N/A     | N/A      | N/A      |
| 2021-2022        |         |         |          |          |

#### Détail des podiums
| #  | Date       | Rés. | Lieu                | Discipline |
| -- | ---------- | ---- | ------------------- | ---------- |
| 01 | 13.01.2008 | 2e   | Les Contamines      | Halfpipe   |
| 02 | 11.01.2009 | 3e   | Les Contamines      | Halfpipe   |
| 03 | 31.01.2009 | 1er  | Park City, UT       | Halfpipe   |
| 04 | 19.03.2009 | 1er  | La Plagne           | Halfpipe   |
| 05 | 20.03.2011 | 1er  | La Plagne           | Halfpipe   |
| 06 | 02.02.2013 | 3e   | Park City, UT       | Halfpipe   |
| 07 | 20.12.2013 | 2e   | Copper Mountain, CO | Halfpipe   |
| 08 | 12.01.2014 | 3e   | Breckenridge, CO    | Halfpipe   |
| 09 | 28.02.2015 | 2e   | Park City, UT       | Halfpipe   |
| 10 | 23.08.2015 | 1er  | Cardrona            | Halfpipe   |
| 11 | 05.02.2016 | 3e   | Park City, UT       | Halfpipe   |
| 12 | 10.03.2016 | 1er  | Tignes              | Halfpipe   |
| 13 | 17.12.2016 | 1er  | Copper Mountain, CO | Halfpipe   |
| 14 | 07.03.2017 | 3e   | Tignes              | Halfpipe   |
| 15 | 01.09.2017 | 2e   | Cardrona            | Halfpipe   |

### X Games
Kevin Rolland réalise un "double-doublé" inédit lors des éditions 2010 et 2011, aux X Games américains et européens, en remportant les 4 épreuves de Superpipe.
| Épreuve/Édition       | Lieu      | High Air | Superpipe |
| --------------------- | --------- | -------- | --------- |
| Winter X Games : 2008 | Aspen, CO | —        | 10e       |
| Winter X Games : 2009 | Aspen, CO | —        | 8e        |
| Winter X Games : 2010 | Aspen, CO | 3e       | 1er       |
| Winter X Games : 2011 | Aspen, CO | —        | 1er       |
| Winter X Games : 2012 | Aspen, CO | —        | 4e        |
| Winter X Games : 2013 | Aspen, CO | —        | 4e        |
| Winter X Games : 2014 | Aspen, CO | —        | 2e        |
| Winter X Games : 2015 | Aspen, CO | —        | 2e        |
| Winter X Games : 2016 | Aspen, CO | —        | 1er       |
| Winter X Games : 2017 | Aspen, CO | —        | 8e        |
| Winter X Games : 2018 | Aspen, CO | —        | 9e        |
| Winter X Games : 2019 | Aspen, CO | —        | 4e        |

| Épreuve/Édition       | Lieu   | Superpipe |
| --------------------- | ------ | --------- |
| X Games Europe : 2010 | Tignes | 1er       |
| X Games Europe : 2011 | Tignes | 1er       |
| X Games Europe : 2013 | Tignes | 3e        |
| X Games Europe : 2016 | Oslo   | 6e        |

### Autres

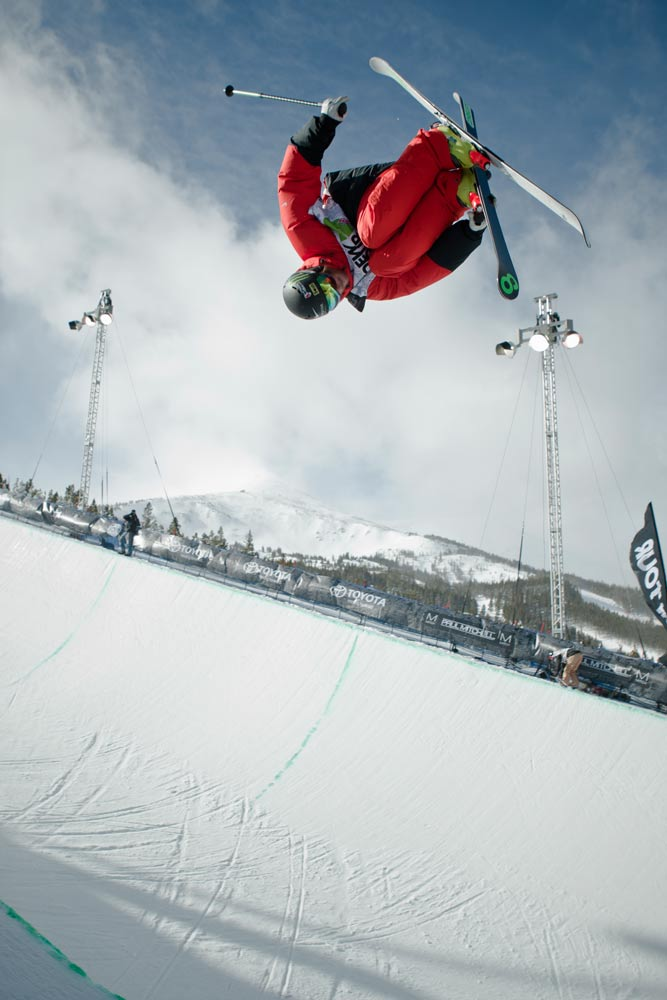
Kevin Rolland en action dans un Superpipe.

- 2e skieur Mondial en Halfpipe au classement AFP World Tour[Quand ?].
- 2011 : Vainqueur du Winter Dew Tour (catégorie Freeski Superpipe).
- Participations aux contests "Tignes Airwaves"[Combien ?].

## Décorations
- Chevalier de l'ordre national du Mérite (décret du 18 avril 2014)[6]